# Potentilla saundersiana
Potentilla saundersiana är en rosväxtart som beskrevs av John Forbes Royle. Potentilla saundersiana ingår i Fingerörtssläktet som ingår i familjen rosväxter.

## Underarter
Arten delas in i följande underarter:
- P. s. caespitosa
- P. s. jacquemontii
- P. s. subpinnata